# Arena Nord
Arena Nord is een sport- en evenementenhal in Frederikshavn in het noorden van Jutland in Denemarken. Het was een van de accommodaties die werd gebruikt tijdens de WK handbal voor vrouwen in 2015. 